# Circuito cittadino dell'EUR
Het Circuito Cittadino dell'EUR is een stratencircuit in Rome, de hoofdstad van Italië. Op 14 april 2018 was het circuit voor het eerst gastheer van een Formule E-race, de ePrix van Rome. Deze race werd gewonnen door DS Virgin Racing-coureur Sam Bird.

## Ligging
Het circuit is 2,840 kilometer lang en heeft 21 bochten, negen naar rechts en twaalf naar links. Het circuit ligt in de wijk Esposizione Universale di Roma (EUR). De startlijn ligt op de Via Cristoforo Colombo en de finishlijn naast de Marconi Obelisk. Tijdens de omloop gaat het circuit langs de Roma Convention Center la Nuvola en het Palazzo dei Congressi. In zowel 1985 (als de GP van Europa) en 2009 (als de GP van Rome) werd er al een poging gedaan om een Formule 1-race te houden in het EUR-district, maar deze plannen mislukten.